# Grzegorz Stępiński
Grzegorz Marian Stępiński (ur. 22 sierpnia 1955 w Bełchatowie) – polski działacz związkowy i samorządowiec, wojewoda piotrkowski (1997–1998). 

## Życiorys
Uzyskał wykształcenie wyższe zawodowe. W latach 80. działał w NSZZ „Solidarność”, był jej współzałożycielem w Geoprojekcie Bełchatów oraz przewodniczącym MK w Bełchatowie. W latach 1990–1997 sprawował funkcję wiceszefa regionu piotrkowskiego. Delegat na I i II zjazd krajowy NSZZ „Solidarność”. Przez dwie kadencje zasiadał w Radzie Miejskiej Bełchatowa. W 1997 uzyskał nominację na wojewodę piotrkowskiego z ramienia AWS (funkcję pełnił do likwidacji województwa 31 grudnia 1998). Po 1999 był doradcą ministrów rządu Jerzego Buzka (Janusza Tomaszewskiego i Marka Biernackiego oraz Janusza Pałubickiego). Zasiadał w Łódzkim Sejmiku Wojewódzkim i Radzie Nadzorczej Wojewódzkiego Funduszu Ochrony Środowiska i Gospodarki Wodnej w Łodzi (jako reprezentant wojewody Michała Kasińskiego). 
W 2000 otrzymał Srebrny Krzyż Zasługi.